# Kervenheimer Mühlenfleuth
Die Kervenheimer Mühlenfleuth (Gewässerkennzahl [GWK]: 2868) durchfließt Kervenheim unmittelbar neben der Burg Kervendonk in Dorfmitte. Sie entsteht in geringer Entfernung zuvor durch Zusammenfluss von Gochfortzley und Großer Ley. Bevor die Kervenheimer Mühlenfleuth nahe der  Kriegsgräberstätte bei Weeze in die Niers mündet, nimmt sie die Wetterley (Ursprung im Hestert an der Grenze zu Sonsbeck) und die Vorselaer Ley (Ursprung zwischen Schravelner Heide und Feriendorf) auf.
Fleuthen und Leyen sind kennzeichnend für die durch Donken und Bruchlandschaften geprägte Landschaft am südwestlichen Fuße der Endmoräne aus der Eiszeit.